# In Your Light
"In Your Light" is een nummer van de Britse singer-songwriter Jon Allen. Het nummer werd uitgebracht op zijn debuutalbum Dead Man's Suit uit 2009. Dat jaar werd het nummer uitgebracht als de tweede single van het album.

## Achtergrond
"In Your Light" is geschreven door Allen en geproduceerd door Tristan Longworth. Het duurde vijftien jaar totdat het nummer volledig was geschreven. In een interview vertelde hij over de totstandkoming van het nummer: "'In Your Light' is een van mijn bekendste nummers. Ik schreef de hele melodie voor het nummer voordat ik de tekst schreef. Voor mij is het interessant dat de tekst dubbelzinnig is. Is de persoon waar ik over zing weg, dood, of iets anders? Ik heb die vraag in mijn hoofd ook niet beantwoord. Ik heb het niet vastgespijkerd en ik denk dat, op een bepaalde manier, de dubbelzinnigheid van de tekst en de verschillende betekenissen die men eraan geeft, samen met de melodie, het nummer de kracht geeft die het heeft."
Allen werd in Nederland bekend nadat Carice van Houten zijn muziek introduceerde in het televisieprogramma De Wereld Draait Door. Naar aanleiding hiervan verkreeg "In Your Light" ook in Nederland bekendheid. Naar eigen zeggen is het het nummer waarop hij de meeste positieve reacties heeft gekregen. De zangstem van Allen in het nummer wordt vaak vergeleken met die van Rod Stewart.
"In Your Light" werd in 2009 als single uitgebracht in het Verenigd Koninkrijk. Hier kwam de single tot plaats 119 in de UK Singles Chart. In Nederland werd het in 2011 een klein hitje; in de week van 12 maart stond het eenmalig in de Single Top 100 op plaats 76.

## NPO Radio 2 Top 2000
| Nummer met noteringen in de NPO Radio 2 Top 2000 | '11  | '12  |
| ------------------------------------------------ | ---- | ---- |
| In Your Light                                    | 1228 | 1784 |

1. ↑  Een vetgedrukt getal geeft de hoogste notering aan.
2. ↑  2011 was het eerste jaar met een notering voor dit nummer.
3. ↑  Deze tabel is bijgewerkt tot en met de laatste editie (2024).